# Holly Holm
Holly Rene Holm-Kirkpatrick, nata Holly Rene Holm (Albuquerque, 17 ottobre 1981), è un'artista marziale mista, ex pugile e kickboxer statunitense.
Combatte nella divisione dei pesi piuma per l'organizzazione statunitense UFC, nella quale è stata campionessa dei pesi gallo dal 2015 al 2016 e due volte sfidante al titolo dei pesi piuma nel 2017; precedentemente è stata campionessa dei pesi gallo nella federazione Legacy FC.
È nota soprattutto per essere stata colei che ha sconfitto per la prima volta nelle MMA Ronda Rousey, vittoria considerata uno dei più clamorosi upset nella storia di questo sport.
È la prima persona ad aver vinto un titolo mondiale sia nel pugilato che nelle arti marziali miste: nella boxe è stata infatti campionessa mondiale IBA, WBA e WBC, difendendo i suoi titoli per diciotto incontri e in tre diverse categorie di peso; è stata inoltre nominata "pugile femminile dell'anno" dalla rivista The Ring nel 2005 e nel 2006.

## Biografia
Holly Holm è nata ad Albuquerque, nel Nuovo Messico, ed è cresciuta in una fattoria con le sue due sorelle; suo padre Roger è un predicatore di una chiesa cristiana (da ciò proviene il suo soprannome, "The Preacher's Daughter", cioè "la figlia del predicatore"), mentre la madre, Tammy, è una fisioterapista.
Sin da giovane ha praticato vari sport tra cui calcio, ginnastica, nuoto e tuffi. I suoi genitori divorziarono quando frequentava le scuole superiori, nel 2000, e successivamente continuò gli studi per un anno all'Università del Nuovo Messico.
Dal 2012 è sposata con l'imprenditore Jeff Kirkpatrick.

## Carriera amatoriale di kickboxing
Holm cominciò ad allenarsi nella boxe e nella kickboxing dopo aver iniziato alcune lezioni di aerobica. Il suo istruttore di kickboxing notò fin da subito il suo potenziale da lottatrice. Nel 2001, all'età di 20 anni, cominciò a competere nella IKF USA National Amateur Championship Tournament in Kansas City. Dopo aver vinto il primo round per KO tecnico in soli 34 secondi, vinse il secondo round e la finale per decisione unanime, ottenendo il titolo prima di passare alla carriera da professionista. Holm chiuse questa sua carriera amatoriale con un record di 6-0-2.

## Carriera professionale di boxe
La Holm ottenne numerosi titoli di boxe nella categoria dei pesi welter, venendo considerato una delle migliori pesi welter al mondo. Venne anche nominata dal Ring Magazione due volte lottatrice dell'anno, nel 2005 e nel 2006.
A giugno del 2008 divenne la campionessa indiscussa dei pesi welter, mantenendo i titoli battendo l'ex campionessa Mary Jo Sanders per decisione; mentre nel rematch con la stessa lottatrice ottenne un pareggio.
A dicembre del 2011, venne messa KO da Anne Sophie Mathis in un match valido per il titolo vacante IBF e WBAN dei pesi welter. Nel suo rematch con la Mathis, ottenne la vittoria per decisione unanime, riottenendo così il titolo.

## Carriera nelle arti marziali miste

### Primi anni
La Holm debuttò nelle arti marziali miste il 4 marzo del 2011 dove affrontò Christina Domke, dove ottenne una vittoria per KO tecnico al secondo round, dopo che la sua avversaria non era più in grado di continuare a causa dei ripetuti calci alle gambe inflitti dalla Holm.
Nel suo secondo incontro, del 9 settembre, affrontò la veterana della Strikeforce Jan Finney, sconfiggendo nel terzo round per Ko Tecnico.

### Bellator MMA
A febbraio del 2013, firmò un contratto con la Bellator MMA e come sua prima avversaria affrontò Katie Merrill. Ancora una volta vinse il match per KO tecnico.
A maggio annunciò il ritiro definitivo dalla boxe, per potersi concentrare al massimo nella carriera intrapresa nelle MMA.

### Legacy Fighting Championship
A luglio debuttò in una nuova promozione chiamata Legacy Fighting Championship. Nel debutto sconfisse Allanna Jones per KO, mandando a segno un calcio alla testa nel secondo round.
A ottobre avrebbe dovuto affrontare Erica Paes. Tuttavia, la Paes venne rimosso dalla card e sostituita da Nikki Knudsen. La Holm ottenne un'altra vittoria per KO tecnico, connettendo con un calcio al corpo e una ginocchiata.
A dicembre dello stesso anno sconfisse Angela Hayes per decisione unanime, mentre ad aprile del 2014 dovette vedersela con Juliana Werner, per il titolo inaugurale dei pesi gallo femminili Legacy FC. La Holm vinse il match e il titolo per KO tecnico al quinto round, con un calcio alla testa e un susseguirsi di pugni alla testa.

### Ultimate Fighting Championship
A luglio del 2014 firmò un contratto valido per cinque incontri con la prestigiosa promozione americana Ultimate Fighting Championship.
Al suo debutto, che doveva avvenire all'evento UFC 181, doveva affrontare Raquel Pennington. Tuttavia, il 13 novembre, venne annunciato che la Holm non poté prendere parte all'incontro a causa di un infortunio. Le due lottatrice si affrontare finalmente all'evento UFC 184, in un match che vide prevalere la Holm per decisione non unanime.
A luglio del 2015, sconfisse per decisione unanime Marion Reneau.

#### Campionessa dei pesi gallo UFC
Il 14 novembre 2015 le venne concessa la possibilità di affrontare Ronda Rousey per il titolo dei pesi gallo all'evento UFC 193. La campionessa iniziò il match in modo molto aggressivo e la Holm, grazie alla sua superiorità nella boxe, riusci a colpirla ripetutamente al volto con ganci e diretti sinistri controllando così anche le distanze. Dopo aver iniziato una prima clintch, la Holm riuscì a colpire il volto della Rousey con pugni a breve distanza causandole il sanguinamento dal naso. In un secondo tentativo di clintch la campionessa riuscì ad atterrarla e tentò vanamente di connettere con un armbar. Verso la fine del round, entrambe le atlete rientrarono in clintch ma stavolta fu la Holm a portare al tappeto la Rousey. Nella seconda ripresa, Ronda continuò ad attaccare in modo molto aggressivo nel tentativo di connettere con alcuni potenti pugni, ma questa volta fallì nettamente nel suo intento, venendo anche colpita con tre contrattacchi. Infine la Holm mise a segno un devastante calcio alla testa che pose fine all'incontro per KO a 59 secondi del secondo round. Con questa vittoria pone fine all'imbattibilità di Ronda Rousey durata ben 12 incontri. Inoltre ricevette due riconoscimenti a fine incontro, ovvero i premi Fight of the Night e Performance of the Night.

#### Perdita del titolo
Il 5 marzo 2016 all'MGM Arena di Las Vegas, la Holm è chiamata a difendere, per la prima volta, il titolo dei pesi Gallo Femminili UFC, conquistato in Novembre 2015 contro la superstar Ronda Rousey. L'avversaria designata è Miesha Tate, già campionessa di categoria Strikeforce tra il 2011 e il 2012, campionessa imbattuta dei pesi gallo nell'organizzazione Freestyle Cage Fighting e medaglia d'argento ai campionati di submission wrestling. La Holm, molto brava nello striking e nel combattimento in piedi (essendo il suo sostrato di boxe e kickboxing molto solido) ma meno nella lotta a terra, appare da subito conscia di ciò che deve fare: non finire a disputare sul terreno preferito della Tate (il grappling). Per questa ragione, la Holm sembra un po' contratta nei movimenti e difficilmente riesce a chiudere la distanze, mulinando, durante l'incontro, molti colpi, la maggioranza dei quali si rivelano troppo corti per impensierire la Tate. Nel secondo round, dopo un primo di studio, la Tate riesce a proiettare la Holm e a dominarla cercando di applicare alla stessa una rear naked choke (strangolamento) dalla quale la Holm si libera grazie alla sua enorme forza fisica e alla sua tenacia. Nelle riprese successive la Holm è brava a tenere in piedi il combattimento e si guadagna la vittoria del terzo e quarto round grazie ad alcuni colpi ben assestati, che tuttavia non si rivelano sufficienti a fiaccare l'avversaria. Nell'ultimo round, la Tate deve tentare il tutto per tutto: la Holm ne è conscia e mantiene le distanze sembrando ormai destinata a portare a casa la vittoria ai punti. Quando però mancano circa 1' 30'’ alla fine dell'incontro, la Holm si lascia sorprendere alla schiena dalla Tate, la quale riesce finalmente nel suo intento di portare a terra l'avversaria per connettere uno strangolamento. La Holm però è un'avversaria tosta e, forte del suo strapotere fisico e dell'ottima forma atletica, riesce a rialzarsi riuscendo a proiettare in avanti la Tate. Questa mossa, anziché avvantaggiare la campionessa, la mette in ulteriori difficoltà: la Tate, infatti, non lascia la presa e si ritrova, schiena a terra, ad avere la Holm nella miglior posizione per chiudere una ghigliottina di gambe e fissare lo strangolamento. La Holm non vuole mollare e si batte sino a perdere i sensi. A quel punto l'arbitro è costretto ad interrompere la contesa. Holly Holm perde così la cintura di Campionessa Mondiale dei Pesi Gallo femminili UFC, a nemmeno 4 mesi di distanza dall'agognata conquista. Il suo record nelle MMA si ferma a 10 vittorie consecutive.
Il 23 luglio affronta Valentina Shevchenko nel main event di UFC on Fox 20. Nonostante fosse la favorita, la Holm viene sconfitta per decisione unanime. L'11 febbraio 2017 viene nuovamente sconfitta per decisione unanime da Germaine de Randamie nel main event di UFC 208, in un incontro valido per il nuovo titolo dei pesi piuma femminili.
Con alle spalle una striscia di tre sconfitte consecutive, la Holm torna nei pesi gallo il 17 giugno seguente per affrontare la brasiliana Bethe Correia a UFC Fight Night 111. In un match molto cauto per entrambe le donne, la statunitense centra la vittoria mettendo KO l'avversaria con un calcio alla testa seguito da pugno. Tale prestazione le vale più tardi il riconoscimento Performance of the Night.
Il 30 dicembre fallisce per la seconda volta l'assalto al titolo dei pesi piuma detenuto da Cris Cyborg, perdendo per decisione unanime ma ottenendo comunque il premio Fight of the Night. Torna alla vittoria il 9 giugno imponendosi per decisione unanime su Megan Anderson, mentre il 6 luglio 2019 fallisce nella riconquista del titolo dei pesi gallo venendo battuta per KO al primo round dalla campionessa Amanda Nunes.

## Risultati nelle arti marziali miste
| Risultato | Record | Avversario           | Metodo                                     | Evento                                  | Data             | Round | Tempo | Città                    | Note                                                                             |
| --------- | ------ | -------------------- | ------------------------------------------ | --------------------------------------- | ---------------- | ----- | ----- | ------------------------ | -------------------------------------------------------------------------------- |
| Vittoria  | 14-5   | Irene Aldana         | Decisione (unanime)                        | UFC on ESPN: Holm vs. Aldana            | 4 ottobre 2020   | 5     | 5:00  | Abu Dhabi, Emirati Arabi |                                                                                  |
| Vittoria  | 13-5   | Raquel Pennington    | Decisione (unanime)                        | UFC 246: McGregor vs. Cowboy            | 18 gennaio 2020  | 3     | 5:00  | Las Vegas, Stati Uniti   |                                                                                  |
| Sconfitta | 12-5   | Amanda Nunes         | KO tecnico (calcio alla testa e pugni)     | UFC 239: Jones vs. Santos               | 6 luglio 2019    | 1     | 4:10  | Paradise, Stati Uniti    | Per il titolo dei pesi gallo femminili UFC                                       |
| Vittoria  | 12-4   | Megan Anderson       | Decisione (unanime)                        | UFC 225: Whittaker vs. Romero 2         | 9 giugno 2018    | 3     | 5:00  | Chicago, Stati Uniti     |                                                                                  |
| Sconfitta | 11-4   | Cris Cyborg          | Decisione (unanime)                        | UFC 219: Cyborg vs. Holm                | 30 dicembre 2017 | 5     | 5:00  | Paradise, Stati Uniti    | Per il titolo dei pesi piuma femminili UFC, Fight of the Night                   |
| Vittoria  | 11–3   | Bethe Correia        | KO (calcio alla testa e pugno)             | UFC Fight Night: Holm vs. Correia       | 17 giugno 2017   | 3     | 1:09  | Kallang, Singapore       | Performance of the Night                                                         |
| Sconfitta | 10-3   | Germaine de Randamie | Decisione (unanime)                        | UFC 208                                 | 11 febbraio 2017 | 5     | 5:00  | Brooklyn, Stati Uniti    | Per il titolo dei pesi piuma femminili UFC                                       |
| Sconfitta | 10-2   | Valentina Shevchenko | Decisione (unanime)                        | UFC on Fox: Holm vs. Shevchenko         | 23 luglio 2016   | 5     | 5:00  | Chicago, Stati Uniti     |                                                                                  |
| Sconfitta | 10-1   | Miesha Tate          | Sottomissione tecnica (rear naked choke)   | UFC 196: McGregor vs. Diaz              | 5 marzo 2016     | 5     | 3:30  | Las Vegas, Stati Uniti   | Perde il titolo dei pesi gallo UFC                                               |
| Vittoria  | 10–0   | Ronda Rousey         | KO (calcio alla testa e pugni)             | UFC 193: Rousey vs. Holm                | 14 novembre 2015 | 2     | 0:59  | Melbourne, Australia     | Vince il titolo dei pesi gallo UFC, Fight of the Night, Performance of the Night |
| Vittoria  | 9–0    | Marion Reneau        | Decisione (unanime)                        | UFC Fight Night: Mir vs. Duffee         | 15 luglio 2015   | 3     | 5:00  | San Diego, Stati Uniti   |                                                                                  |
| Vittoria  | 8–0    | Raquel Pennington    | Decisione (non unanime)                    | UFC 184: Rousey vs. Zingano             | 28 febbraio 2015 | 3     | 5:00  | Los Angeles, Stati Uniti | Debutto in UFC                                                                   |
| Vittoria  | 7–0    | Juliana Werner       | KO Tecnico (calcio alla testa e pugni)     | Legacy FC 30: Holm vs. Werner           | 4 aprile 2014    | 5     | 1:50  | Albuquerque, Stati Uniti | Vince il titolo dei pesi gallo Legacy FC                                         |
| Vittoria  | 6–0    | Angela Hayes         | Decisione (unanime)                        | Fresquez Productions: Havoc             | 6 dicembre 2013  | 3     | 5:00  | Albuquerque, Stati Uniti |                                                                                  |
| Vittoria  | 5–0    | Nikki Knudsen        | KO Tecnico (calcio al corpo e ginocchiate) | Legacy FC 24: Feist vs. Ferreira        | 11 ottobre 2013  | 2     | 1:18  | Dallas, Stati Uniti      |                                                                                  |
| Vittoria  | 4–0    | Allanna Jones        | KO (calcio alla testa)                     | Legacy FC 21: Huerta vs. Hobar          | 19 luglio 2013   | 2     | 2:22  | Houston, Stati Uniti     |                                                                                  |
| Vittoria  | 3–0    | Katie Merrill        | KO Tecnico (pugni)                         | Bellator 91                             | 28 febbraio 2013 | 2     | 3:02  | Rio Rancho, Stati Uniti  | Debutto in Bellator MMA                                                          |
| Vittoria  | 2–0    | Jan Finney           | KO Tecnico (calcio al corpo)               | Fresquez Productions: Clash in the Cage | 9 settembre 2011 | 3     | 2:49  | Albuquerque, Stati Uniti |                                                                                  |
| Vittoria  | 1–0    | Christina Domke      | KO Tecnico (calci alle gambe)              | Fresquez Productions: Double Threat     | 4 marzo 2011     | 2     | 3:58  | Albuquerque, Stati Uniti |                                                                                  |

## Filmografia
- Fight Valley, regia di Rob Hawk (2016)